# 松山恭助
松山 恭助（まつやま きょうすけ、1996年12月19日 - ）は、日本のフェンシング選手。2020年東京オリンピックに出場。2016年リオデジャネイロオリンピックのメダリストである太田雄貴が引退してから男子フルーレ団体のキャプテンを務めた。

## 経歴・人物
東京都台東区出身。高校時代は第58回59回60回全国高等学校フェンシング選手権(全国高校総体)フルーレで3連覇を果たすなど大きな存在感を示した。
2016年、19歳の時に全日本フェンシング選手権大会で優勝し、2022年の大会で2回目の優勝を果たした。
2020年東京オリンピックのフェンシング競技では男子フルーレ団体に出場し、4位という結果を出した。2020年東京オリンピックが終わった後の11月4日、自身の出身校である早稲田大学の総長である田中愛治に同じく早稲田大学出身である加納虹輝と懇談をした。田中愛治は「生中継で見ていました。二人とも素晴らしい活躍で、本当に日本はフェンシングが強い国になりましたね」と称えた。
2024年パリオリンピックのフェンシング競技男子フルーレ個人では3回戦でイタリアのフィリッポ・マッキと対戦したが11対15で敗れた。
2024年パリオリンピックのフェンシング競技男子フルーレ団体で金メダル獲得。同年、紫綬褒章受章。
私生活では「ガチなファンです」と埼玉西武ライオンズを贔屓にしていることを公言している。